# 澤列尼蓋 (杜布諾區)
50°29′43″N 26°0′0″E / 50.49528°N 26.00000°E
澤列尼蓋（烏克蘭語：Зелений Гай），是烏克蘭的村落，位於該國西北部羅夫諾州，由杜布諾區負責管轄，面積0.11平方公里，海拔高度216米，2001年人口253，人口密度每平方公里2,300人。